# Bahita inornata
Bahita inornata är en insektsart som beskrevs av Rauno E. Linnavuori och Delong 1978. Bahita inornata ingår i släktet Bahita och familjen dvärgstritar. Inga underarter finns listade i Catalogue of Life.